# Lesieczniki
Lesieczniki – wieś na Ukrainie w rejonie czortkowskim należącym do obwodu tarnopolskiego.
Pod koniec XIX w. część wsi nosiła nazwę Wołczków. 
W II Rzeczypospolitej w powiecie zaleszczyckim województwa tarnopolskiego. 4 października 1944 nacjonaliści ukraińscy z OUN-UPA zamordowali tutaj 5 Polaków, rabując i paląc ich zagrody.